# Germán Palacios
Germán Ignacio Palacios (Buenos Aires, 30 de mayo de 1963) es un actor argentino. Trabajó en series de televisión, obras de teatro y cine. 
Después de siete años de ausencia en la televisión argentina, volvió en 2009 como protagonista de Mitos, crónicas del amor descartable, en América TV. Además trabajó en España, en donde tuvo mucho éxito encarnando al personaje de Andrés en la serie Herederos de TVE.
En 2013 forma parte del elenco de Le Prénom (El nombre) una comedia dirigida por Arturo Puig en el Multiteatro de la calle Corrientes con gran éxito. Comparte la obra con Carlos Belloso, Mercedes Funes, Peto Menahem y Jorgelina Aruzzi. Es una gran comedia de los escritores Matthieu Delaporte y Alexandre de La Patellière (en Argentina en versión de Fernando Masllorens y Federico González del Pino), sobre la amistad, la hipocresía y la mezquindad humana que ya arrasó en las taquillas de los teatros de Europa.

## Trayectoria

### Televisión
| Televisión | Televisión                           | Televisión         | Televisión        | Televisión                                          |
| Año        | Título                               | Canal              | Personaje         | Notas                                               |
| ---------- | ------------------------------------ | ------------------ | ----------------- | --------------------------------------------------- |
| 1986       | Amor prohibido                       |                    |                   |                                                     |
| 1986       | La viuda blanca                      | Canal 9            | Gustavo           |                                                     |
| 1988       | La bonita pagina                     | Canal 7            |                   |                                                     |
| 1989-1990  | Los otros y nosotros                 | Canal 13           |                   |                                                     |
| 1990       | Atreverse                            | Telefe             |                   |                                                     |
| 1991       | La banda del Golden Rocket           | Canal 13           | Pablo             |                                                     |
| 1991       | El árbol azul                        | Canal 13           | Enzo Ferrero      |                                                     |
| 1991       | Celeste                              | Canal 13           | Enzo Ferrero      |                                                     |
| 1995       | Sin condena                          | Canal 9 Libertad   |                   |                                                     |
| 1995       | Bajamar, la costa del silencio       | Canal 9 Libertad   |                   | Miniserie (suspenso) realizada por Fernando Spinner |
| 1995       | Alta comedia "Germán y Patricia"     | Canal 9            |                   |                                                     |
| 2000       | Tiempo final                         | Telefe             | Ramiro Bonaldi    | Episodio 18: "Barrabravas"                          |
| 2002       | Tumberos                             | América TV         | Ulises Parodi     | Papel principal                                     |
| 2005       | La mandrágora                        |                    | —                 | Episodio del 6 de abril, España                     |
| 2008       | Herederos                            | TVE                | Andrés            | España                                              |
| 2009       | Mitos, crónicas del amor descartable | América TV         | Martín Montesalvo |                                                     |
| 2012       | En terapia                           | TV Pública         | Gastón            |                                                     |
| 2015       | Cromo                                | TV Pública         | Simón             |                                                     |
| 2017       | La fragilidad de los cuerpos         | El Trece / TNT     | Lucio Valrossa    | Papel principal                                     |
| 2018-2019  | Impuros                              | Fox Premium Series | Arturo Urquiza    |                                                     |
| 2019       | Otros pecados                        | El Trece           | Nicolás           | Episodio "El control"                               |

### Cine
| Cine | Cine                                       | Cine                    |
| Año  | Título                                     | Personaje               |
| ---- | ------------------------------------------ | ----------------------- |
| 1984 | Pasajeros de una pesadilla                 | Martín                  |
| 1986 | Te amo                                     | Miguel Ángel            |
| 1986 | Sostenido en La menor                      |                         |
| 1988 | Color escondido                            |                         |
| 1989 | Conviviendo con la muerte o Apartment Zero |                         |
| 1995 | Geisha                                     | Julio                   |
| 1996 | Besos en la frente                         | Joven protagonista film |
| 1997 | El sueño de los héroes                     | Emilio Gauna            |
| 1997 | Diario para un cuento                      | Elías                   |
| 1998 | Sobre la tierra                            | Saldías                 |
| 2006 | Postdata                                   |                         |
| 2007 | XXY                                        | Ramiro                  |
| 2007 | Las vidas posibles                         | Luis / Luciano          |
| 2015 | Baires                                     | Nacho                   |
| 2017 | Temporada de caza                          | Ernesto                 |
| 2017 | Los últimos                                | Ruiz                    |
| 2018 | No dormirás                                | Krasso                  |
| 2018 | Emma                                       | Juan                    |
| 2018 | Un viaje a la Luna                         | Aníbal                  |
| 2020 | Golondrinas                                | Edgardo                 |
| 2020 | Sangre vurdalak                            | Aguirre                 |
| 2021 | Distancia de rescate                       | Omar                    |
| 2022 | Franklin, historia de un billete           | Correa                  |
| 2022 | El último hereje                           | Juan Conte              |

### Teatro
- Baden Baden
- Arlequino
- Convivencia familiar
- La Piaf
- Travelling
- Posdata: tu gato ha muerto
- El loco de Asís
- Art (1998/2005)
- Art 2 (2010)
- Le Prénom (2013)
- Secretos del corazón (2018)

## Nominaciones
| Año  | Premios               | Categoría                                          | Programa                             | Resultado |
| ---- | --------------------- | -------------------------------------------------- | ------------------------------------ | --------- |
| 1996 | Premios Martín Fierro | Mejor Actor Dramático Protagónico                  | Bajamar, la costa del silencio       | Nominado  |
| 2002 | Premios Martín Fierro | Mejor Actor Protagonista de Unitario y/o Miniserie | Tumberos                             | Nominado  |
| 2009 | Premios Martín Fierro | Mejor Actor Protagonista de Unitario y/o Miniserie | Mitos, crónicas del amor descartable | Nominado  |